# روبن هيرش
روبن هيرش (بالإنجليزية: Reuben Hersh)‏ هو رياضياتي أمريكي، ولد في 9 ديسمبر 1927 في ذا برونكس في الولايات المتحدة.